# 東田大志
東田 大志（ひがしだ ひろし、1984年（昭和59年） - ）は、日本のパズル研究者。
2003年（平成15年）、京都大学パズル同好会を創設。大学のキャンパス内や街頭で自作のパズルを載せたビラを配布してパズルの普及を図っている。そのため「ビラがパズルの人」を自称している。
2011年（平成23年）4月から大阪商業大学アミューズメント産業研究所研究員を務める。

## 人物
- 小学生のときに母親が買い与えたパズル本に熱中し、自宅ではほとんど勉強をしなかったため、成績は良くなかった[6]。高校3年の夏休みに一念発起し、自宅で猛勉強を始めたところ、1か月で偏差値が20上がり、数学は偏差値が30上がり偏差値90を突破した[7]。その結果、京都大学法学部に現役で合格した。
- 2003年（平成15年）、京都大学パズル同好会を創設し、パズル研究のため法学部から総合人間学部に転学した[8]。京都大学大学院人間・環境学研究科に進学した後もパズルの研究を進め、日本で唯一人のパズル学研究者となった[6]。
- 専門はパズル学。パズル作家として『京都新聞』に記事を連載した[9]。

## 著作

### 単著
- 『京大生・東田くんのパズル』角川学芸出版〈角川文庫 16175〉、2010年2月。ISBN 978-4-04-394346-3。
- 『パズル学入門　パズルで愛を伝えよう』岩波書店〈岩波ジュニア新書 681〉、2011年4月10日。ISBN 978-4-00-500681-6。 - 並列シリーズ名：IWANAMI JUNIOR PAPERBACKS。
- 『京大・東田式 日本語力向上パズル』小学館〈小学館101新書 123〉、2011年12月1日。ISBN 978-4-09-825123-0。
- 『京大・東田式 英語力向上パズル』小学館〈小学館101新書 135〉、2012年6月1日。ISBN 978-4-09-825135-3。
- 『京大・東田式 頭が良くなる漢字ゲーム』幻冬舎エデュケーション、2012年11月30日。ISBN 978-4-344-97635-1。 - 漢字を使ったカードゲーム付き書籍。
- 『すべての論理思考はパズルが教えてくれる』PHP研究所、2013年9月11日。ISBN 978-4-569-81401-8。
- 『京大・東田式 頭がよくなる天才脳パズル　絵と図で思考力アップ！　６歳〜小学生』幻冬舎エデュケーション、2014年2月。ISBN 978-4-344-97766-2。
- 『東田はかせの京大こどもパズル １ りんごのなぞ』学研プラス、2019年8月29日。ISBN 978-4-052-05072-5。
- 『東田はかせの京大こどもパズル ２ オレンジのなぞ』学研プラス、2019年8月29日。ISBN 978-4-052-05073-2。
- 『京大東田式カレーなる算数パズル①　ぬり算＋』朝日学生新聞社、2019年9月30日。ISBN 978-4-909-06492-9。
- 『ズバぬけた思考回路に覚醒する　京大・東田式 天才パズル』青春出版社、2019年12月19日。ISBN 978-4-413-11313-7。
- 『京大東田式カレーなる算数パズル②　KAKU』朝日学生新聞社、2020年3月24日。ISBN 978-4-909-06498-1。
- 『東田はかせの京大こどもパズル ３ バナナのなぞ』学研プラス、2020年7月30日。ISBN 978-4-052-05235-4。
- 『東田はかせの京大こどもパズル ４ メロンのなぞ』学研プラス、2020年7月30日。ISBN 978-4-052-05236-1。
- 『京大博士のパズルに挑戦』京都新聞出版センター、2020年10月。ISBN 978-4-763-80737-3。

### 共著
- パズル公国萌騎士団 編『パズル公爵の挑戦状（ビラ）　萌キャラ50問で頭がひらめく』PHP研究所、2010年2月12日。ISBN 978-4-569-77522-7。
- 京大パズル同好会『京大パズル同好会の漢字力向上パズル』大和書房〈だいわ文庫 177-1E〉、2010年10月6日。ISBN 978-4-479-30306-0。
- 東大、京大パズル研究会『〈東大・京大式〉頭がよくなるパズル』文藝春秋〈文春新書 842〉、2012年1月20日。ISBN 978-4-16-660842-3。
- 京大パズル研究会『京大・東田式「考える力」が身につくパズル』青春出版社〈青春新書PLAY BOOKS P-974〉、2012年11月20日。ISBN 978-4-413-01974-3。
- 東大・京大パズル研究会『〈東大・京大式〉頭がスッキリするパズル』文藝春秋〈文春新書 931〉、2013年8月21日。ISBN 978-4-16-660931-4。
- 『ちいかわ　クロスワード　タテヨコそろうとスッキリ』講談社、2023年10月23日。ISBN 978-4-065-32551-3。

### トイレットペーパー
- 『ビラがパズルの人 トイレットペーパー パズル』林製紙株式会社、2011年12月1日。ASIN B006GJRQ9W。

## ゲーム

### ニンテンドーDSiウェア
- 『京大生　東田大志が考えたパズル　ひらめき◇絵結び』ジュピター、2009年11月4日。

### iPhone・iPod touch・iPad
- 『京大生　東田大志が考えたパズル　ひらめき◇絵結び』（バージョン 1.0）ジュピター、2010年9月30日。
  - 『京大生　東田大志が考えたパズル　ひらめき◇絵結び』（バージョン 2.0）ジュピター、2010年11月17日。